# 롱호현
롱호현(베트남어: Huyện Bình Tân / 縣龍湖)은 베트남 메콩강 삼각주 빈롱성의 현이다.

## 행정 구역
롱호현은 1시진, 8사를 관할하고 있다.

### 시진
- 롱호 시진 (Thị trấn Long Hồ, 龍湖市鎭)

### 사
- 안빈 사 (Xã An Bình, 安平社)
- 호아프억 사 (Xã Bình Hoà Phước, 平和福社)
- 동푸 사 (Xã Đồng Phú, 同富社)
- 호아닌 사 (Xã Hoà Ninh, 和寧社)
- 호아푸 사 (Xã Hoà Phú, 和富社)
- 록호아 사 (Xã Lộc Hoà, 祿和社)
- 롱안 사 (Xã Long An, 隆安社)
- 롱프억 사 (Xã Long Phước, 隆福社)
- 푸득 사 (Xã Phú Đức, 富德社)
- 푸꿔이 사 (Xã Phú Quới, 富貴社)
- 프억허우 사 (Xã Phước Hậu, 福厚社)
- 떤하인 사 (Xã Tân Hạnh, 新行社)
- 타인득 사 (Xã Thanh Đức, 淸德社)
- 타인꿔이 사 (Xã Thạnh Quới, 盛貴社)